# Phegopteris rugosula
Phegopteris rugosula là một loài dương xỉ trong họ Thelypteridaceae. Loài này được Fee mô tả khoa học đầu tiên.
Danh pháp khoa học của loài này chưa được làm sáng tỏ. 